# Szellemtánc

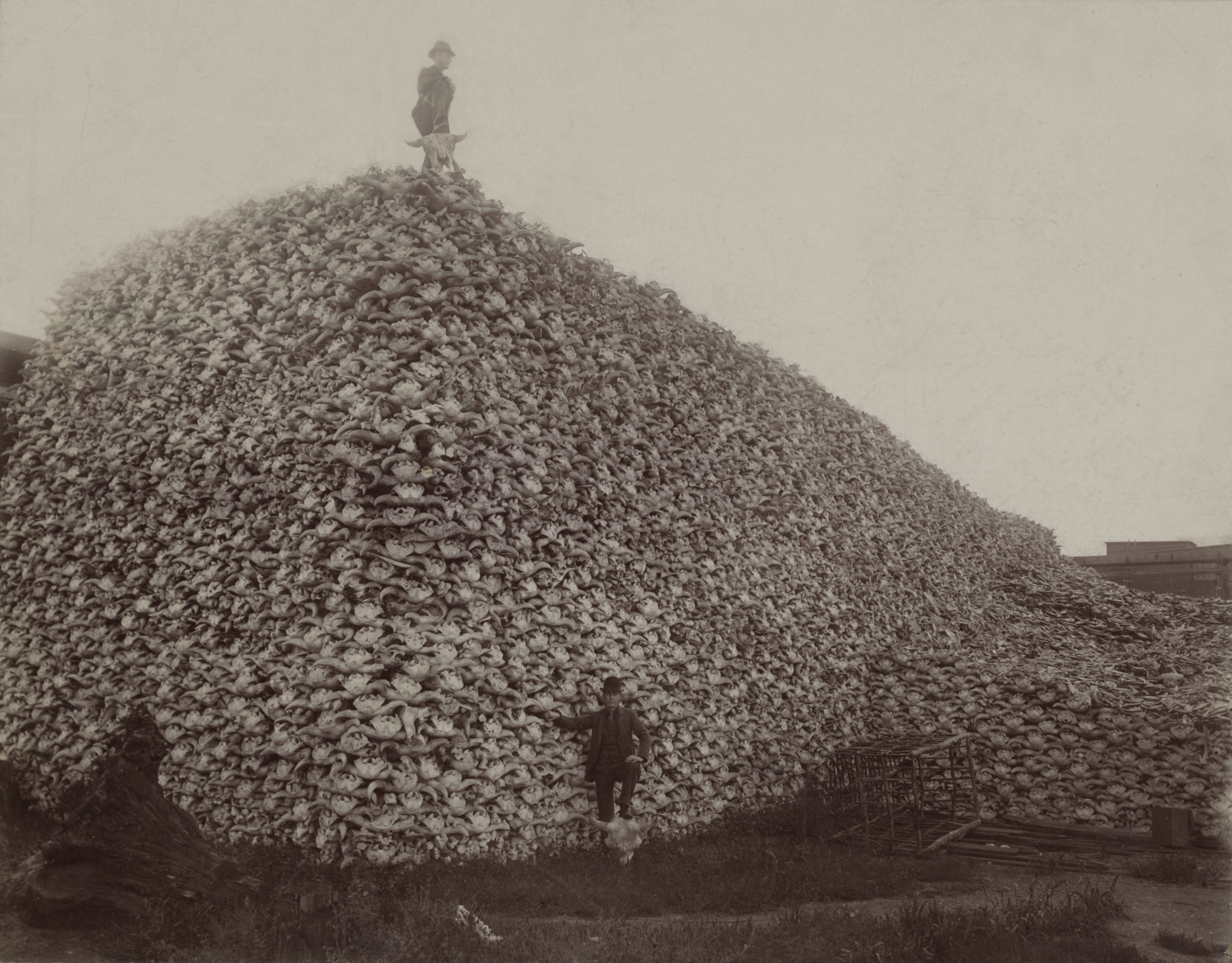
Bölények koponyái (1870). A féktelen vadászat miatt (Buffalo Bill egymaga 4 800 bölényt ölt meg 18 hónap alatt) hirtelen lecsökkent a bölények száma. Indiánok ezrei haltak éhen a fehér ember természetpusztítása miatt. Wovoka sámán, a Szellemtánc mozgalom elindítója - megjósolta a fehérek eltűnését és a bölények visszatérését.

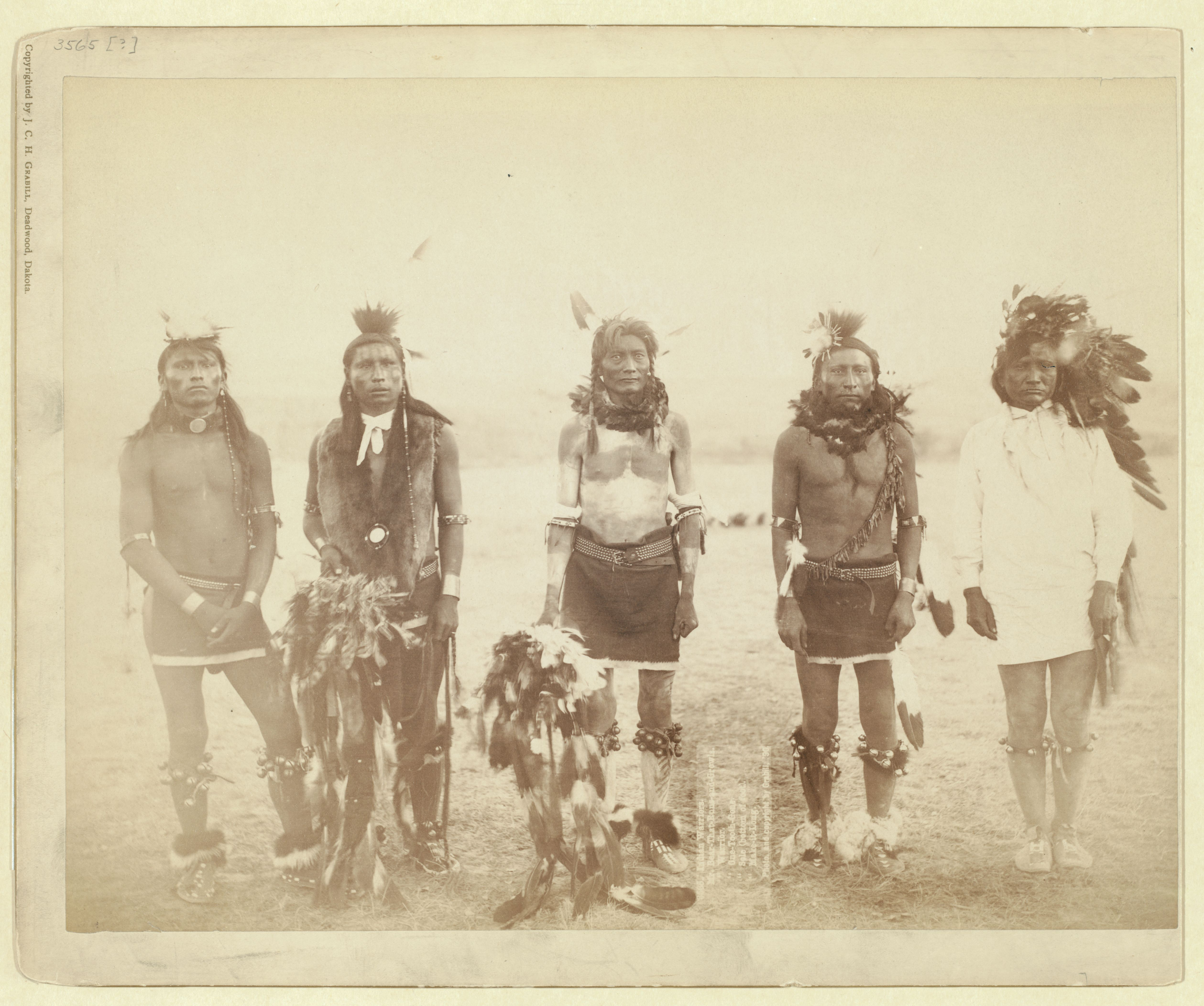
Szellemtáncos férfiak kifestve, rituális öltözetben
(John C. H. Grabill fényképe)

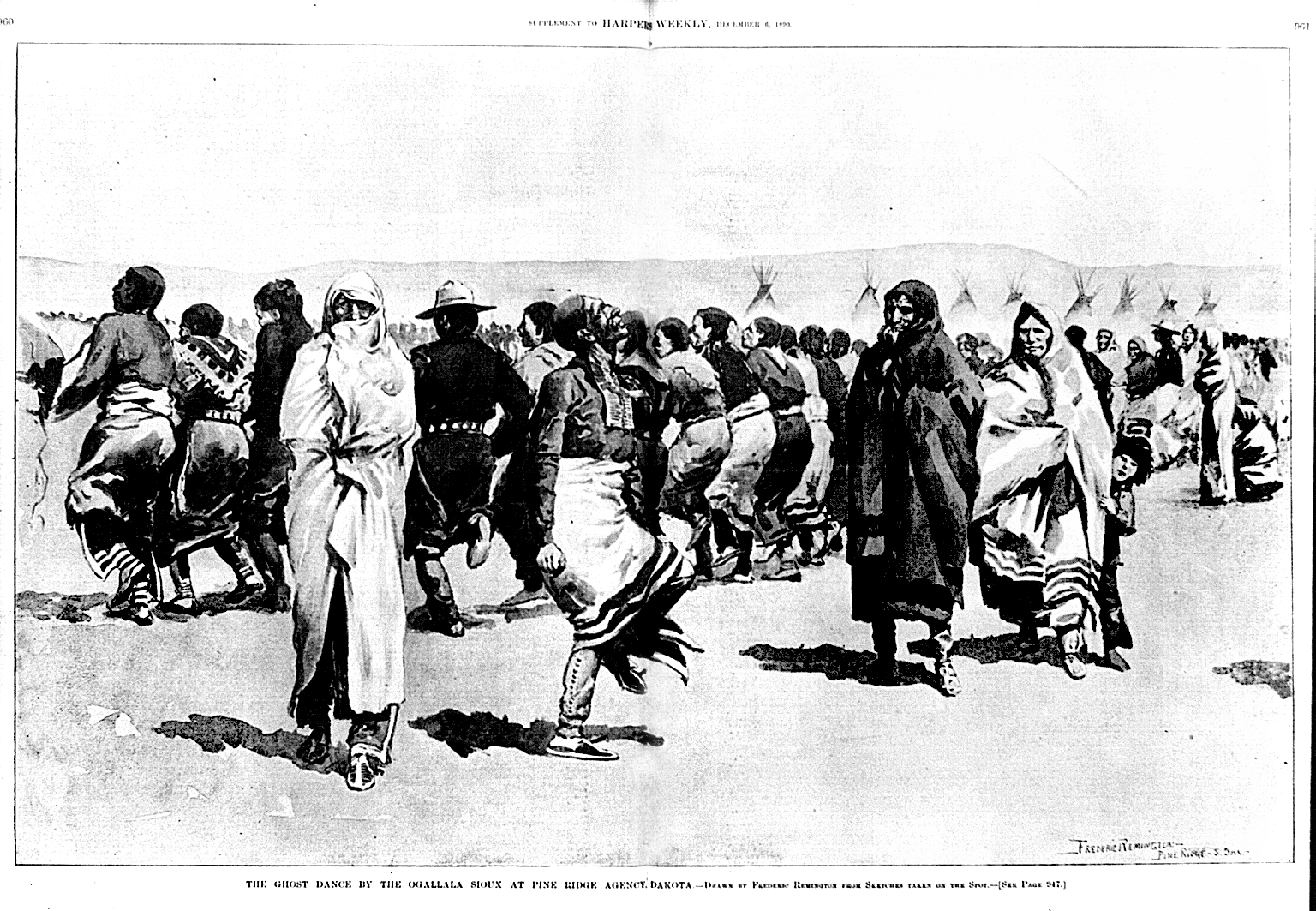
Pine Ridge-i oglala lakoták a "Szellemtáncot" táncolják
(Frederic Remington fényképe)

A pajute-ok közül kiinduló szellemtánc (angolul: Ghost Dance) valamennyi millenárius mozgalom közt a legnépszerűbb és legelterjedtebb, de soha nem volt egységes, inkább azonos forrásból származó, egymásra hasonlító újjáélesztő kultuszok sorából állt. A síksági indiánok mozgalmának elindítója szellemi vezetője Wovoka, megváltónak hívta magát és azt jövendölte, hogy az ősök szellemei nemsokára csatlakoznak az élőkhöz egy új világban, és az indiánok újra úgy élhetnek mint régen. Az új világban eltűnnek a fehér emberek és a prérin újra bölénycsordák fognak élni mint régen. A Szellemtánc jellemzője egy körtánc volt, melyben a kifestett, rituális öltözetben táncoló indiánok látomásos transzban, hitük szerint az elhalt rokonaikat keresték fel.

## Története

### Wodziwob
1869-ben Hawthorne Wodziwobnak az északi pajute törzs sámánjának kezdeményezésére kezdődött a Szellemtáncnak nevezett rituális mozgalom a nevadai Walker River rezervátumban. 1870-ben egy betegség kiirtotta a pajute népesség több mint egytizedét. Nem sokkal ezután a mai Utah államban fekvő Fish Lake-völgyben az egyik wovoka, azaz „időjárás-orvos” - vagyis akiről azt tartották, hogy uralkodik az eső, a földrengés és más természeti jelenségek fölött - azt álmodta, hogy hatalmat kapott a nemrégiben elhunytak lelkeinek visszahozására. Az álom szerint az embereknek ki kell festeniük magukat, majd körtáncokat kell bemutatniuk. Miközben az emberek kipihenték a táncot, Wodziwob (Gray Hair) (pajute nyelven: öreg, gyógyító, orvos) transzba esett, melyben, állítása szerint felkereste a halottakat, akik megígérték, hogy hamarosan visszatérnek szeretteikhez. Wodziwob híre főként az ugyancsak időjárás-orvos Tavibo révén elterjedt Kaliforniában, a Nagy-medencében és a fennsíkon. A Szellemtánc 1872-ben hirtelen véget ért, mikor Wodziwob kijelentette, hogy megtévesztette egy gonosz boszorkány bagoly.

### Wovoka

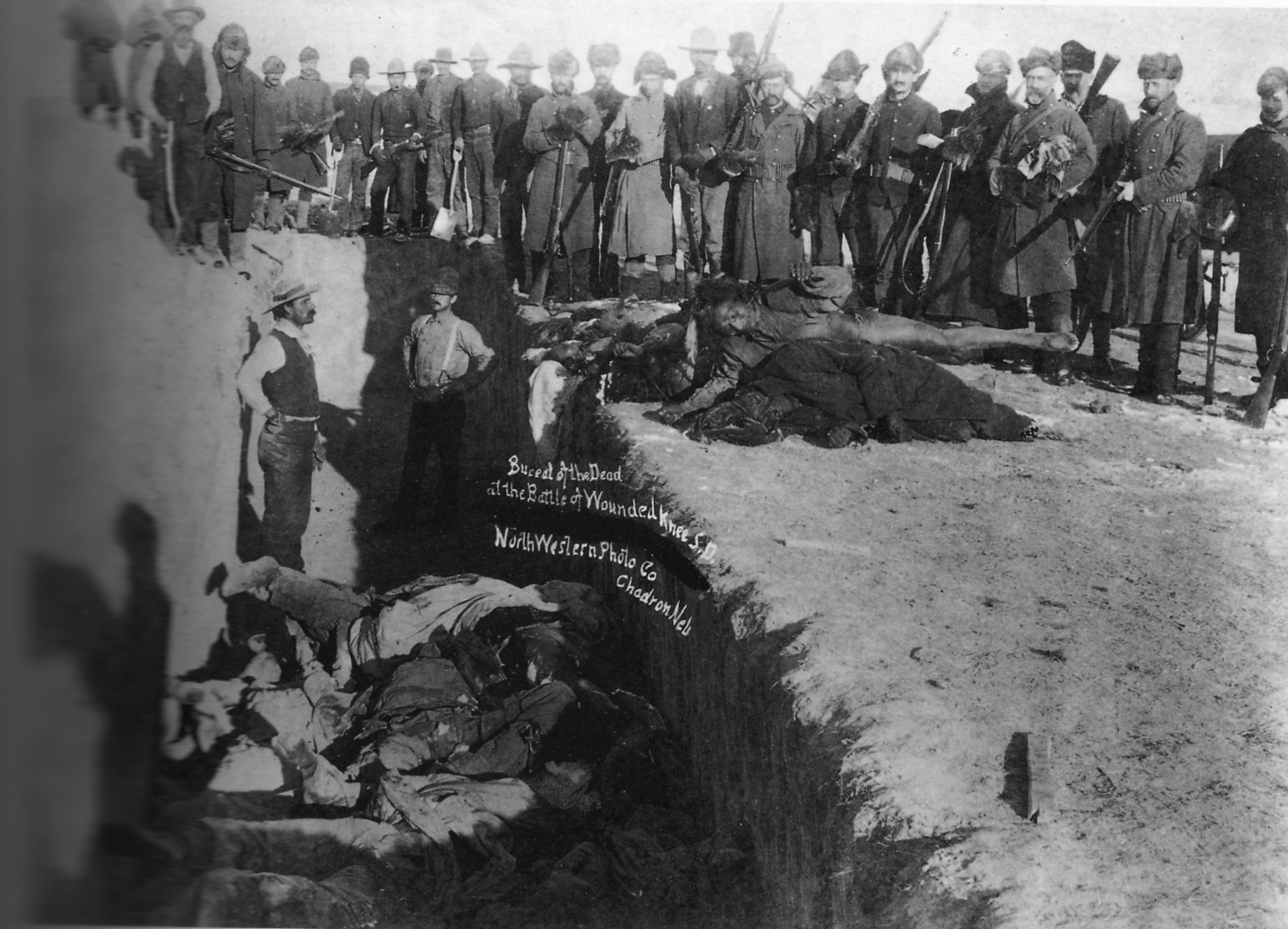
Tömegsír a Wounded Knee-i mészárlás után

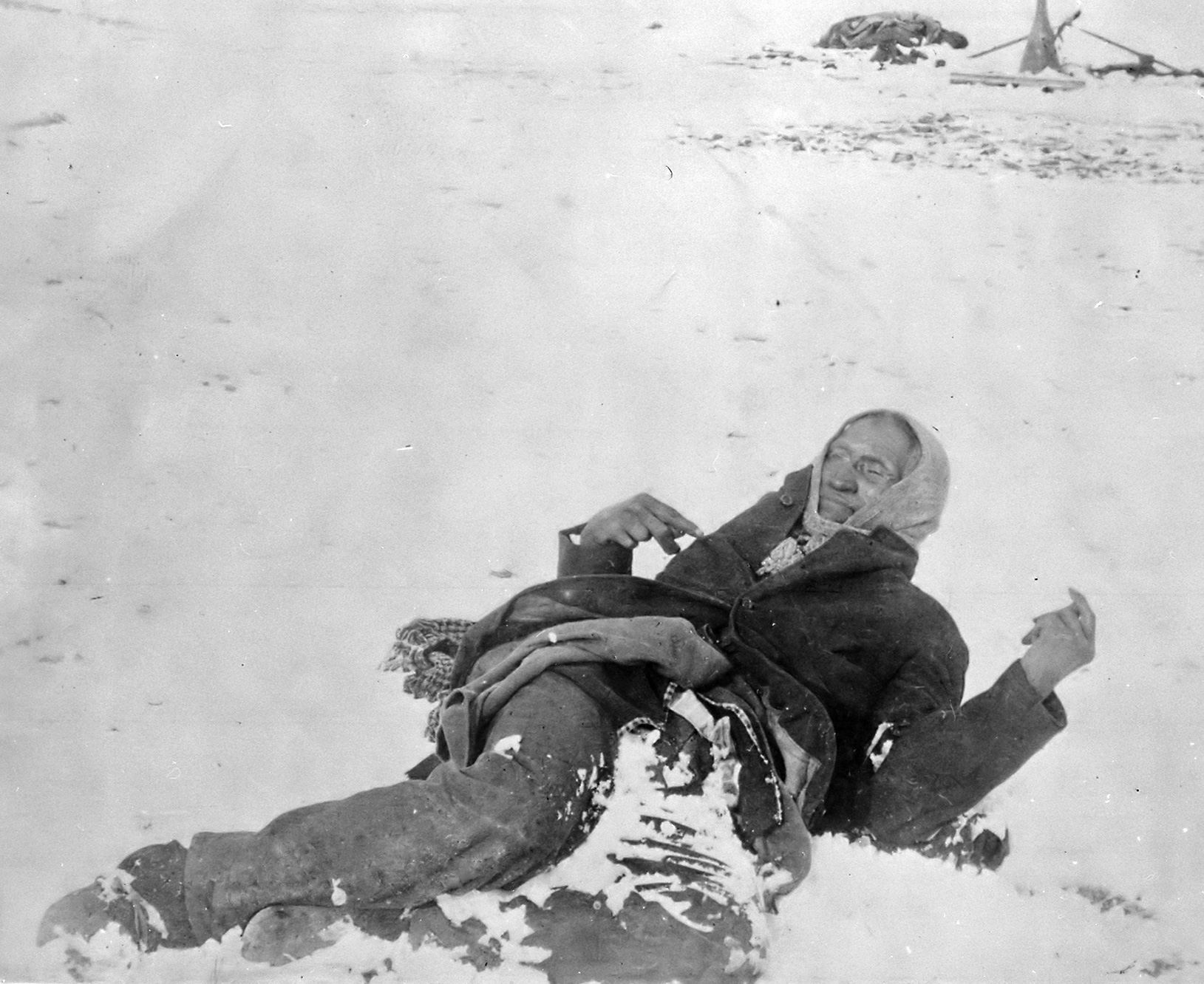
Spotted Elk sziú törzsfőnök és 350 követője Wounded Knee partján táborozott, ahol 1890. december 15-én hajnalban amerikai katonák vették körül a sátraikat, akik azt a parancsot kapták, hogy tartóztassák le az indián főnököt, és fegyverezzék le harcosait

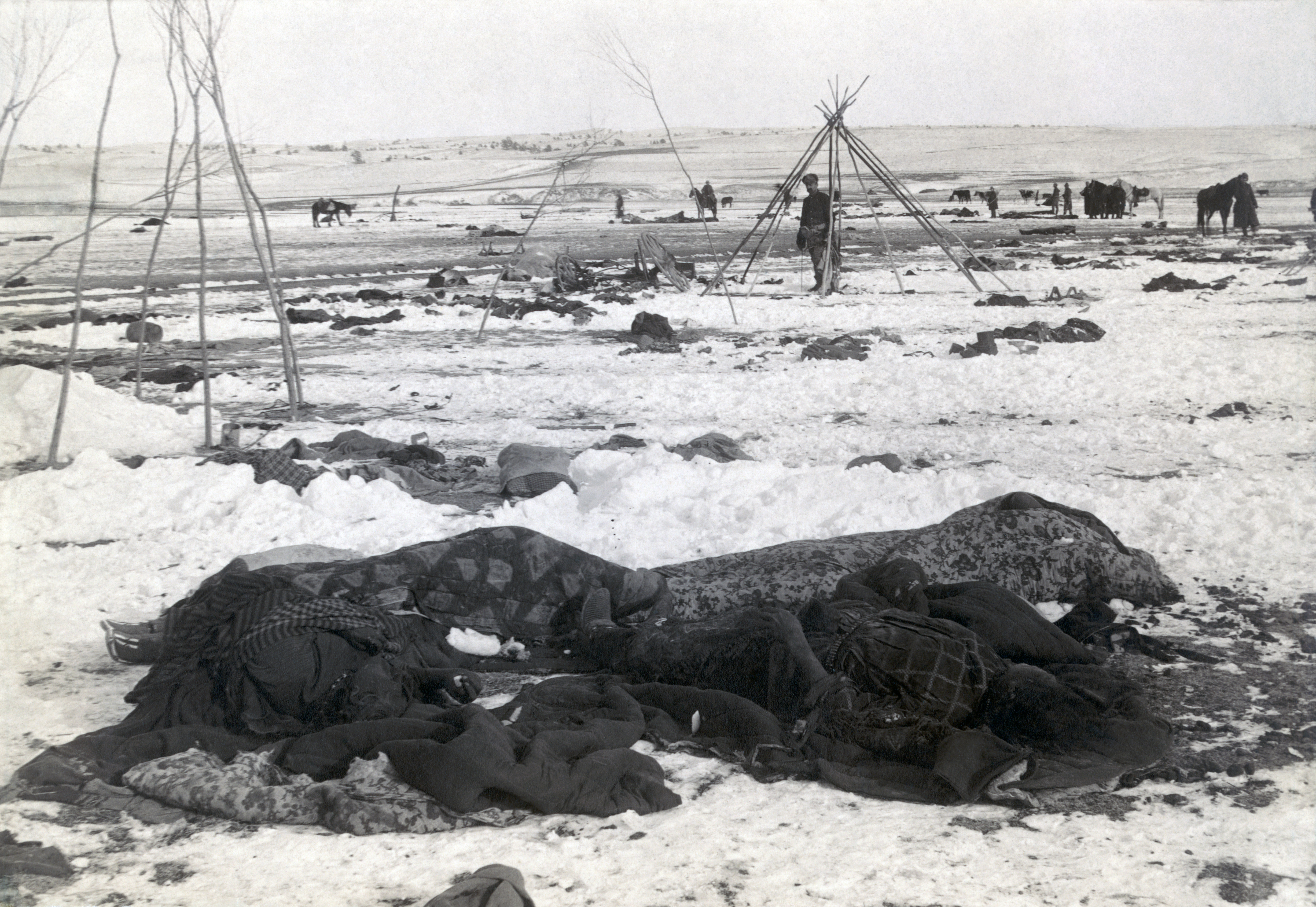
Spotted Elk tábora a harc után, 1891. január 17.

A Szellemtáncokat egy másik, szintén időjárás-orvosnak tanult próféta élesztette újra, aki megint csak Wovoka néven vált ismertté. Egy mormon tanyán dolgozva a Jack Wilson nevet kapta, és ott ismerkedett meg a kereszténységgel is. 1889. január 1-jén egy betegség közben Wovoka transzot élt át, melyben állítása szerint a holtak földjén járt, ahol Isten felszólította, hogy hirdesse a békét. Wovoka szerint a bennszülöttek a körtáncok közben találkozhatnak halottaikkal, és ellátogathatnak a régi, hagyományos indián világba. Arról prédikált, hogy az indiánoknak tilos harcolniuk, sőt a béke kedvéért még fehér szokásokat is felvehetnek.
Számos síksági népcsoport küldött követeket Wovokához, és minden csoport a maga igényei szerint értelmezte üzenetét. A keresztény hatást mutató lakota változat az eredetinél forradalmibb volt. A lakoták szerint Wovoka a Nagy Szellem fia, aki, miután a fehérek megölték, feltámadt halottaiból.
Végül egy tüzes felhő az összes fehéret elsöpri, a holtak és a bölények visszatérnek, és egy új világ veszi kezdetét. Más népekhez hasonlóan a Szellemtánchoz a lakoták is különleges ingeket viseltek, mely hitük szerint megvédte őket a golyóktól.

## A Szellemtánc betiltása
Az amerikai hadsereg a Szellemtánc mozgalom terjedését meg akarta akadályozni és teljesen indokoltnak tartotta a még mindig potenciális veszélyforrásnak tekintett síksági indián népek lefegyverzését. Sok indián abban látta népének túlélési esélyét, hogy ha feléleszthetik múltjuk hagyományait, akkor elűzhetik a fehér embert. Ha engedelmeskednek Wovoka sámánnak, az "Orvosságos ember"-nek, ahogyan szellemi vezetőjüket nevezték és követőiként táncolják a szellemtáncot, akkor megoldódnak a megélhetési problémáik. A híres sziú főnök, Ülő Bika élete vége felé szintén közel került a Szellemtánc mozgalomhoz, habár ő maga nem tartozott a mozgalom aktív résztvevői közé.
1890. december 15-én hajnalban néhány önkéntes és az Egyesült Államok indián rendőrségének tagjai vették körül Ülő Bika rezervátumban álló sátrát. Az idős indián vezető azonban védekezett a letartóztatása ellen. A kirobbant lövöldözésben és dulakodásban Ülő Bika és kedvenc fia, Varjúláb is életét vesztette.
Amikor Spotted Elk (Foltos Jávorszarvas) sziú törzsfőnök meghallotta Ülő Bika halálának hírét, délre vezette a törzsének tagjait, hogy védelmet találjanak a Pine Ridge rezervátumban. Egy katonai büntetőexpedíció során 1890. december 28-án az amerikai hadsereg katonái elfogták a csapatot december 28-án és a Wounded Knee (Sérült Térd) nevű patak mellé vezették őket. A tüdőgyulladásban szenvedő és haldokló Spotted Elk törzsfőnök, akire az amerikai katonák a becsmérlő Nagy Láb (Big Foot) nevet ragasztották, harcosai közé ült és tárgyalt a hadsereg tisztjeivel. Azonban egy lövés dörrent és az indián harcosok a fegyvereikért futottak, miközben a katonák sortüzet zúdítottak a sziú táborra. Egy közeli magaslatról a hadsereg Hotchkiss ágyúi szétlőtték a sátrakat. Sokan próbáltak menekülni, de letarolta őket a heves golyózápor.
Amikor a lövöldözés befejeződött, körülbelül 300 sziú férfit, nőket és gyermekeket találtak holtan, köztük Spotted Elk főnököt is. A másik oldalon 25 katona vesztette életét.
Ülő Bika halála és a Wounded Knee-i mészárlás elfojtotta a Szellemtánc megmozdulást és ezzel végleg lezárult az Indián Háború.

## A Szellemtánc megújulása
1973-ban az Amerikai Indián Mozgalom (AIM) tagjai több héten át megszállva tartotta Wounded Knee-t. A kegyeleti akcióban a társadalmi ügyek iránt fogékony Marlon Brando a híres filmcsillag is részt vett. A foglalás szellemi vezére a lakota szent ember, Leonard Crow Dog mindig is úgy hitte, hogy a Wovokához küldött lakota követek félreértették az üzenetet. Nem lett volna szabad azt gondolniuk, hogy vissza tudják hozni a holtakat, hanem a körtáncban, mely által kapcsolat létesül a múlttal és az ősökkel, a hagyományos életmód megőrzésének eszközét kellett volna látniuk. A tiltakozó megmozdulás során Crow Dog Szellemtáncot tartott azon a helyen, ahol 1890-ben az kihunyt. A nők egész éjjel dolgoztak, hogy zsákvászonból és függönyökből Szellemtánc ingeket készítsenek, melyeket hagyományos módon festettek ki. Sok táncos viselt fordított amerikai zászlót, mely gyakori jelensége volt az AIM tiltakozó megmozdulásainak.
1973 óta Crow Dog a dél-dakotai Rosebud Rezervátumban fekvő családi birtokán, a Crow Dog Paradicsomban folytatja a Szellemtáncot.